# Eligia Turska-Kuśmierz
Eligia Turska-Kuśmierz (ur. 1909 w Kijowie, zm. 1996 w Gliwicach) – polska specjalistka w dziedzinie chemii fizycznej polimerów, profesor Politechniki Łódzkiej (1960–1973) i Politechniki Śląskiej (1973–1979).
Studia wyższe ukończyła na Wydziale Chemicznym Politechniki Warszawskiej. Pracowała w tej uczelni, a później w Politechnice Lwowskiej. Wywieziona ze Lwowa do Kazachstanu pracowała jako wykładowca i kierownik laboratorium w ewakuowanym do Kazachstanu Leningradzkim Instytucie Przemysłu Chemicznego w Semipałatyńsku. Po wojnie uczestniczyła w uruchomieniu produkcji polskiego stilonu w Jeleniogórskich Zakładach Włókien Sztucznych. Dalszą pracę wykładowcy na Politechnice Wrocławskiej łączyła z pracą w Łódzkim Głównym Instytucie Włókiennictwa. W roku 1951 uzyskała stopień doktora. W latach 60. otrzymała tytuł profesora nadzwyczajnego, a w 1970 roku profesora zwyczajnego.
W roku 1958 na Wydziale Włókienniczym Politechniki Łódzkiej utworzyła Katedrę Chemii Fizycznej Polimerów, pionierską w skali światowej i pierwszą w Polsce. Kierowała kolejno: Zespołem Chemii Fizycznej Polimerów PAN zorganizowanym przy Katedrze Chemii Fizycznej Politechniki Łódzkiej, pracownią Chemii Fizycznej Polimerów Instytutu Syntezy Organicznej PAN. Do roku 1973 była kierownikiem Katedry, a następnie od roku 1970 – dyrektorem Instytutu Włókien Sztucznych Politechniki Łódzkiej.
Była twórcą polskiej szkoły chemii fizycznej polimerów – jej zasługą było dostrzeżenie i docenienie wagi chemii fizycznej polimerów jako nowej dyscypliny naukowej. Jej osiągnięcia naukowe dotyczyły metodyki frakcjonowania, kinetyki polikondensacji i kinetyki krystalizacji polimerów. Opublikowała około 200 artykułów oraz kilka monografii m.in. na temat postępów w dziedzinie kopolikondensacji. Wypromowała 30 doktorów.
Była członkiem szeregu organizacji międzynarodowych. W 1973 roku opuściła Łódź i przeniosła się na Śląsk, gdzie kontynuowała działalność dydaktyczną i naukową w Politechnice Śląskiej w Gliwicach i w Zakładzie Polimerów w Zabrzu.
Otrzymała szereg nagród i odznaczeń państwowych, w tym Krzyż Komandorski Orderu Odrodzenia Polski.